# Rafael Acosta
Pour les articles homonymes, voir Acosta.
Rafael Acosta Cammarota, né le 13 février 1989 à Caracas au Venezuela, est un footballeur international vénézuélien, qui évolue au poste de milieu central.

## Biographie

### Carrière en club
Rafael Acosta arrive en Italie à l'âge de 14 ans, pour passer un essai à l'AC Milan, sans succès. Il rejoint alors le centre de formation du Cagliari Calcio. Il fait ses débuts avec l'équipe première de Cagliari, le 12 décembre 2007, lors d'un match de coupe contre la Sampdoria. Il entre à la mi-temps à la place d'Enrico Cotza (victoire 1-0). 
En janvier 2010, il est prêté jusqu'à la fin de saison au club grec du Diagoras Rhodes, équipe évoluant en deuxième division grecque. Il y joue neuf matchs et marque un but. À la fin de la saison, Cagliari ne renouvèle pas son contrat.
Durant l'été 2010, il effectue un test, sans succès, avec le FC Cartagena, puis après une période d'essai avec le Real Murcie, il signe un contrat avec l'équipe réserve, le Real Murcie Imperial. Il y réalise ses débuts le 2 janvier 2011. À la fin de la saison, il retrouve son pays natal en rejoignant les Mineros de Guayana.
Avec les Mineros de Guayana, Rafael Acosta dispute 4 matchs en Copa Libertadores, pour un but inscrit, et 8 matchs en Copa Sudamericana.

### Carrière internationale
Avec la sélection vénézuélienne des moins de 20 ans, il participe au championnat des moins de 20 ans de la CONMEBOL en 2009, qui se déroule au Venezuela. Le Venezuela termine à la 4e place, et se qualifie pour le mondial. Lors de cette compétition, il dispute 8 rencontres, pour un but inscrit.
Puis fin septembre 2009, il prend part à la Coupe du monde des moins de 20 ans qui se déroule en Égypte. Il y dispute trois rencontres, dont deux comme titulaire. Le Venezuela est éliminé lors des huitièmes de finale de la compétition par les Émirats arabes unis. 
Rafael Acosta compte 13 sélections avec l'équipe du Venezuela depuis 2008. 
Il est convoqué pour la première fois en équipe du Venezuela par le sélectionneur national César Farías, pour un match amical contre la Syrie le 20 août 2008. Il entre à la 69e minute à la place de Miguel Mea Vitali (victoire 4-1). 
Il participe ensuite à la Copa América 2015, où il ne joue aucun match, le Venezuela étant éliminé au premier tour de la compétition.

## Palmarès
- Avec les Mineros de Guayana
  - Vainqueur de la Coupe du Venezuela en 2011

## Statistiques
| Saison                | Club                  | Championnat           | Championnat | Championnat | Coupe(s) nationale(s) | Coupe(s) nationale(s) | Compétition(s) continentale(s) | Compétition(s) continentale(s) | Compétition(s) continentale(s) | Venezuela | Venezuela | Total | Total |
| Saison                | Club                  | Division              | M.          | B.          | M.                    | B.                    | Comp.                          | M.                             | B.                             | M.        | B.        | M.    | B.    |
| 2007-2008             | Cagliari Calcio       | Serie A               | -           | -           | 1                     | 0                     | -                              | -                              | -                              | -         | -         | 1     | 0     |
| 2008-2009             | Cagliari Calcio       | Serie A               | -           | -           | -                     | -                     | -                              | -                              | -                              | 6         | 0         | 6     | 0     |
| 2009-2010             | Diagoras Rhodes       | Bêta Ethnikí          | 9           | 1           | -                     | -                     | -                              | -                              | -                              | -         | -         | 9     | 1     |
| 2010-2011             | Murcie Imperial       | Tercera División      | 13          | 1           | -                     | -                     | -                              | -                              | -                              | -         | -         | 13    | 1     |
| 2011-2012             | Mineros Guayana       | Primera División      | 26          | 4           | -                     | -                     | -                              | -                              | -                              | -         | -         | 26    | 4     |
| 2012-2013             | Mineros Guayana       | Primera División      | 20          | 4           | -                     | -                     | CS                             | 4                              | 0                              | -         | -         | 24    | 4     |
| 2013-2014             | Mineros Guayana       | Primera División      | 28          | 1           | -                     | -                     | CS                             | 4                              | 0                              | -         | -         | 32    | 1     |
| 2014-2015             | Mineros Guayana       | Primera División      | 18          | 1           | -                     | -                     | CL                             | 4                              | 1                              | 4         | 0         | 26    | 2     |
| 2015                  | Mineros Guayana       | Primera División      | 13          | 3           | 2                     | 0                     | -                              | -                              | -                              | 2         | 0         | 17    | 3     |
| 2016                  | Mineros Guayana       | Primera División      | 1           | 0           | -                     | -                     | -                              | -                              | -                              | 1         | 0         | 2     | 0     |
| Total sur la carrière | Total sur la carrière | Total sur la carrière | 128         | 15          | 3                     | 0                     | -                              | 12                             | 1                              | 13        | 0         | 156   | 16    |